# 胡汭
胡汭（1476年—？），字舜居，浙江嘉興府秀水縣民籍，紹興府新昌縣人，明朝政治人物。

## 生平
正德二年（1507年）丁卯科浙江鄉試第二十一名舉人，十二年（1517年）中式丁丑科會試第三百二十六名，二甲第五十九名進士。工部觀政，授工科給事中，嘉靖三年（1524年）五月升工科左給事中，出為池州府知府。

## 家族
曾祖子億；祖父胡端祺，縣丞；父胡鏞，通判。母常氏。具慶下。弟胡濱。